# إبراهام إل. بريك
إبراهام إل. بريك هو محامي وسياسي أمريكي، ولد في 27 مايو 1860 في ساوث بند في الولايات المتحدة، وتوفي في 7 أبريل 1908 في إنديانابوليس في الولايات المتحدة. نشط حزبياً في الحزب الجمهوري. وقد انتخب عضو مجلس النواب الأمريكي ‏.